# 全買

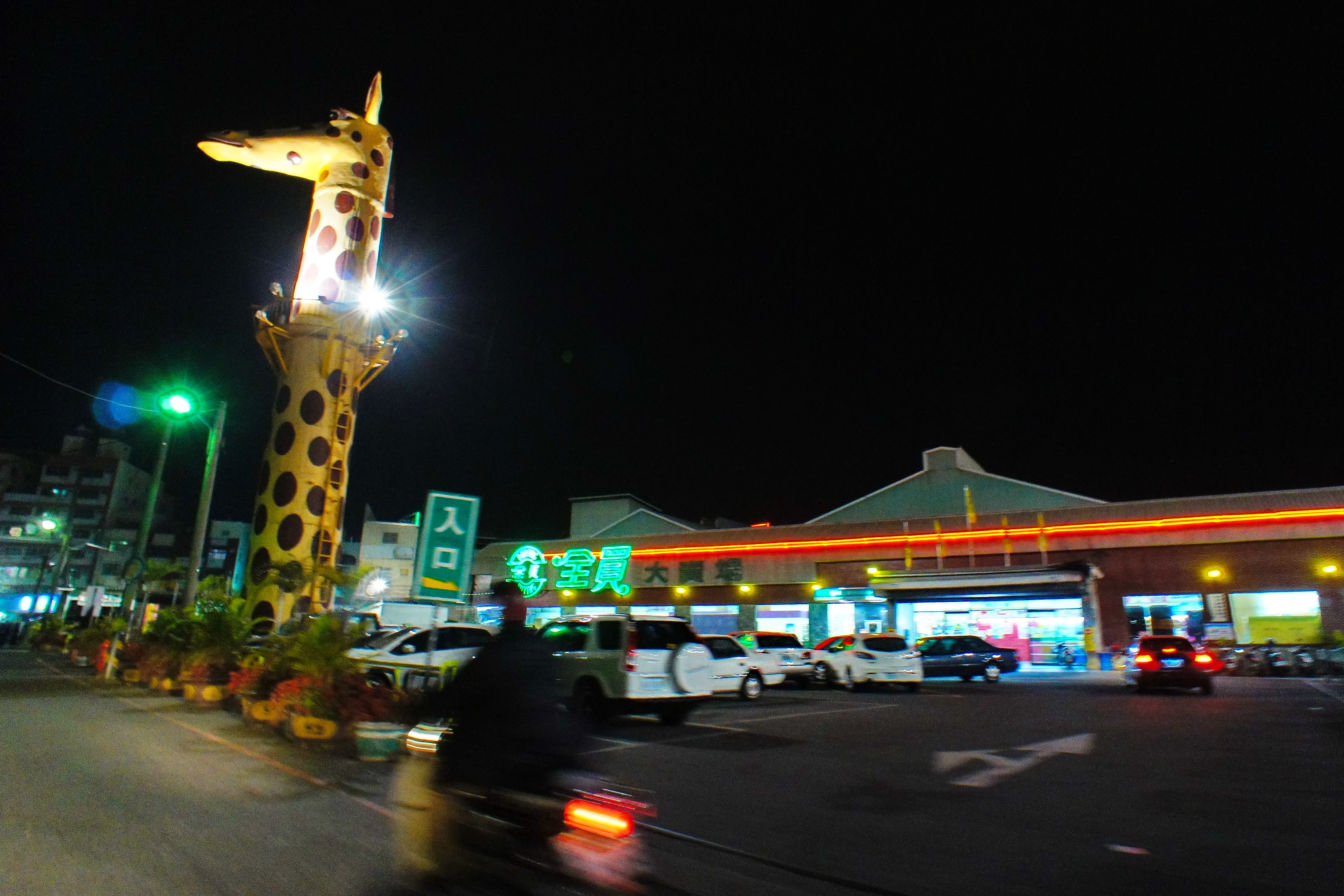
嘉義總店和長頸鹿地標

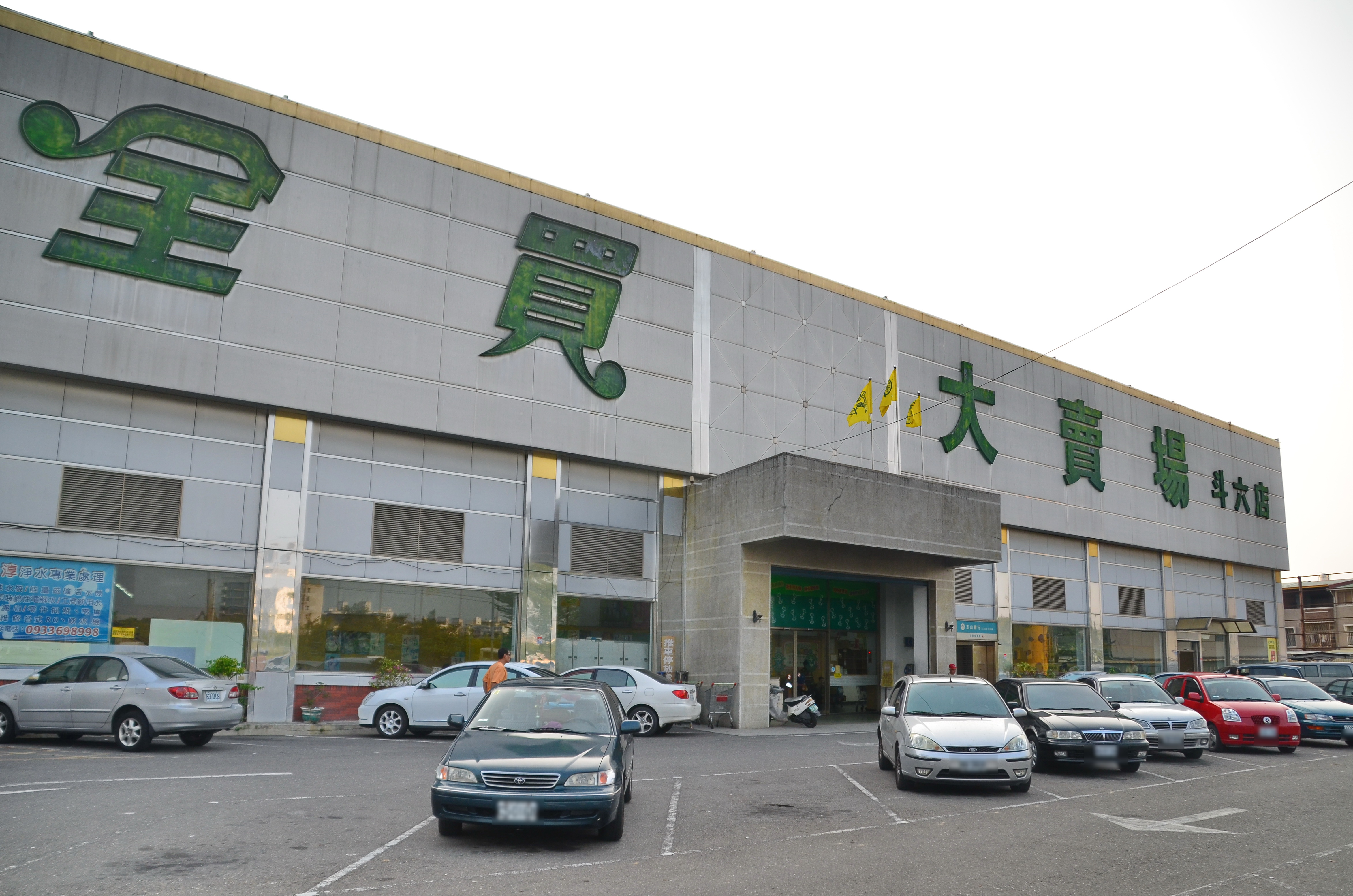
斗六店

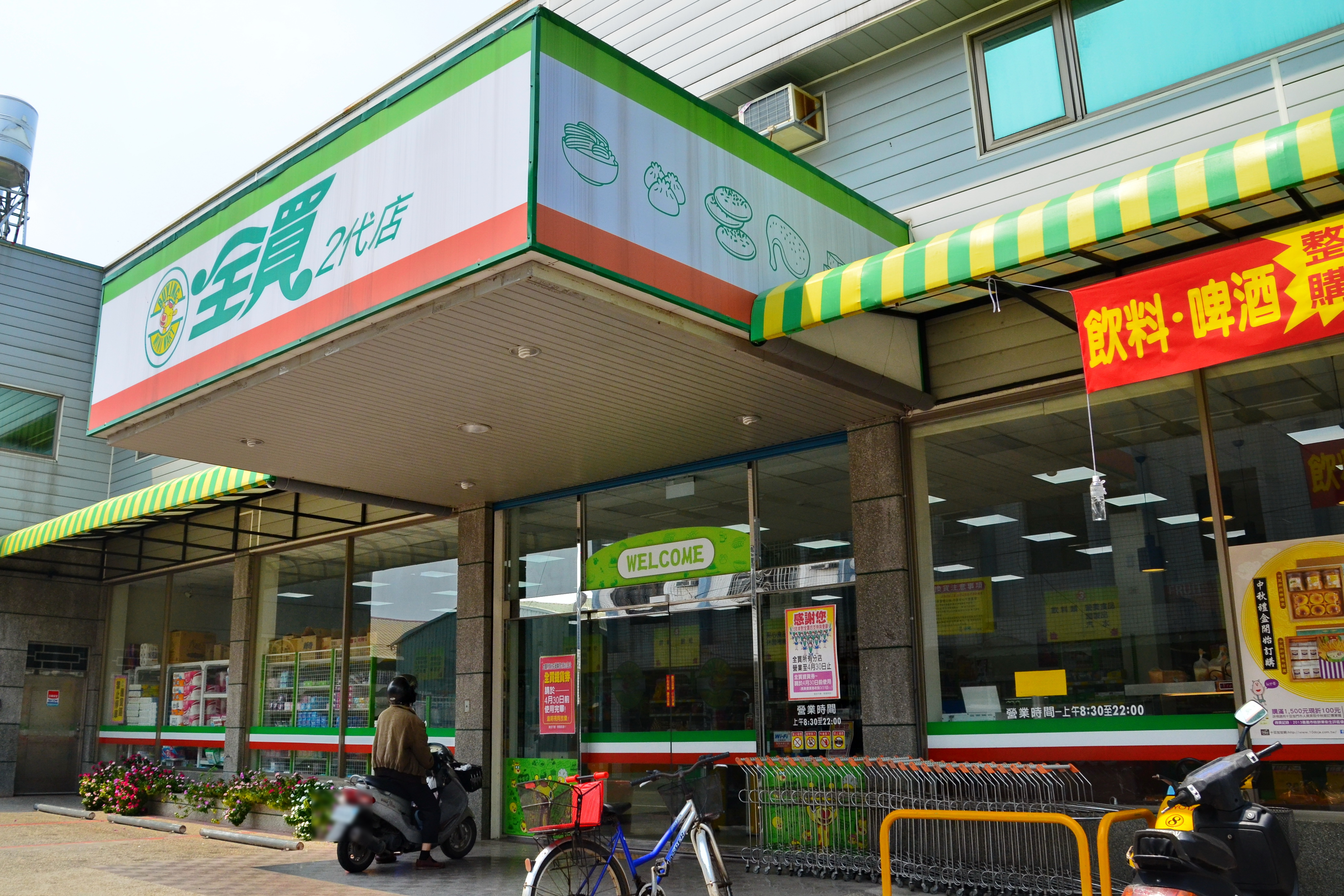
大林二代店

全買（OBUYING），全名全買大賣場或全買生鮮超級市場，是台灣雲嘉南地區一家連鎖經營20年的老字號大賣場與生鮮超市，以「長頸鹿」為代表象徵與特色。
2014年4月30日結束營業，之後大部分店面由全聯福利中心、美廉社接手經營，虎尾店則由家樂福接手經營。

## 概述
全買因應各商店所在地之市場狀況，原本有大賣場、生鮮超市兩種經營模式；2013年開始出現「二代店」，為第三種類型商店。介紹如下：
- 大賣場（A類）：1600～4500坪，展店規模最大，商品種類最多、最齊全。
- 生鮮超市（B類）：約200坪以上，規模次之，以一般日用品與生鮮、食品為主。
- 二代店（C類）：30～90坪左右，規模最小，與生鮮超市之商品相似、但數量與種類較少。和前兩者不同，二代店有其獨特的logo。

## 分店
全買總部位於嘉義市，營業據點橫跨嘉義縣市、雲林縣及台南市溪北地區。以下列出當時的各家分店，依營運先後排序，並以上述之A、B、C代號表示商店規模種類：
1. 嘉義店（天一店／總店）：嘉義市西區興業西路526號 （A）
2. 興業店（創始店）：嘉義市東區興業東路40號 （B）
3. 民權店：嘉義市東區民權路177號 （B）
4. 新營店：台南市新營區隋唐街197號 （A）
5. 朴子店：嘉義縣朴子市大同路291號 （A）
6. 斗六店：雲林縣斗六市鎮南路246號 （A）
7. 虎尾店：雲林縣虎尾鎮立新街96號 （A）
8. 麻豆店：台南市麻豆區中正路348號 （A）
9. 民雄店：嘉義縣民雄鄉保生街311號 （B）
10. 白河店：台南市白河區國泰路127號 （B）
11. 佳里店：台南市佳里區安西路205號 （B）
12. 水上店：嘉義縣水上鄉水頭村中興路260號 （B）
13. 大林店（創始店）：嘉義縣大林鎮新興街42號 （C）
14. 鹿草店：嘉義縣鹿草鄉鹿草村鹿草497-1號附1 （C）
15. 義竹店：嘉義縣義竹鄉六桂村171-1號 （C）
16. 溪口店：嘉義縣溪口鄉溪東村民生街97號 （C）
17. 梅山店：嘉義縣梅山鄉梅北村中山路448號附3 （C）
18. 六甲店：台南市六甲區中正路631號 （C）
19. 和美店：嘉義縣中埔鄉和美村中山路五段700號 （C）

## 量販聯名卡
全買大賣場、生鮮超市與玉山銀行合作發行全買聯名卡，卡面有全買經典長頸鹿圖樣。